# إنتر براند
إنتر براند (بالإنجليزية: Interbrand)‏ هي فرع من أومنيكوم، وهي استشارية تسويق ومتخصصة في مجال العلامات التجارية وإدارتها. يقع مقر إنتر براند في مدينة نيويورك، ولديها 24 مكتبًا في 17 دولة.

## تاريخ
تأسست شركة إنتر براند على يد جون مورفي، الذي عمل سابقًا في قسم التخطيط والتسويق المؤسسي في شركة دنلوب.
في عام 1974، غادر مورفي دنلوب وافتتح مع زوجته نوفومارك (Novomark)، وهي شركة استشارية لتسمية المنتجات. في عام 1979، افتتحت شركة نوفومارك مكتبًا في نيويورك، تحت الاسم الجديد «إنتر براند»، مما يعكس توسعًا في عروض الشركة.
خلال السبعينيات والثمانينيات من القرن الماضي، تم افتتاح مكاتب دولية، بما في ذلك مواقع في طوكيو، فرانكفورت، ميلانو، لوس أنجلوس، وملبورن.  تقدم الشركة خدمات العلامات التجارية مثل تقييم العلامة التجارية، وتطوير المنتجات الجديدة، والتسمية، والبحث القانوني، والتصميم الجرافيكي. من 1987 إلى 1995، كان مايكل بيركين الرئيس التنفيذي للمجموعة.
في عام 1993، استحوذت مجموعة أومينيكوم على إنتر براند. خلال التسعينيات والعقد الأول من القرن الحادي والعشرين، توسعت الشركة من خلال الاستحواذ على شركات استشارية أخرى للعلامات التجارية في المملكة المتحدة، إسبانيا، آسيا والمحيط الهادئ، أمريكا الجنوبية، ألمانيا، وجنوب إفريقيا.
حصلت إنتر براند على جائزة غولد كان لايونز في عام 2014 لعملها في مانديلا بيبر بريزون.

## أفضل الماركات العالمية
تنشر إنتر براند تقرير أفضل العلامات التجارية العالمية (Best Global Brands) على أساس سنوي. يهدف التقرير كل عام إلى تحديد أكثر 100 علامة تجارية قيمة في العالم. كانت إنتر براند أول شركة تحصل على شهادة أيزو 10668.
نُشر تقرير «أفضل العلامات التجارية العالمية» السنوي في بيزنس ويك حتى عام 2009، وتولت إنتر براند التأليف الوحيد في عام 2010. للتأهل، يجب أن يكون للعلامات التجارية وجود في ثلاث قارات رئيسية على الأقل ويجب أن يكون لها تغطية جغرافية واسعة في الأسواق النامية والناشئة.